# 修正带

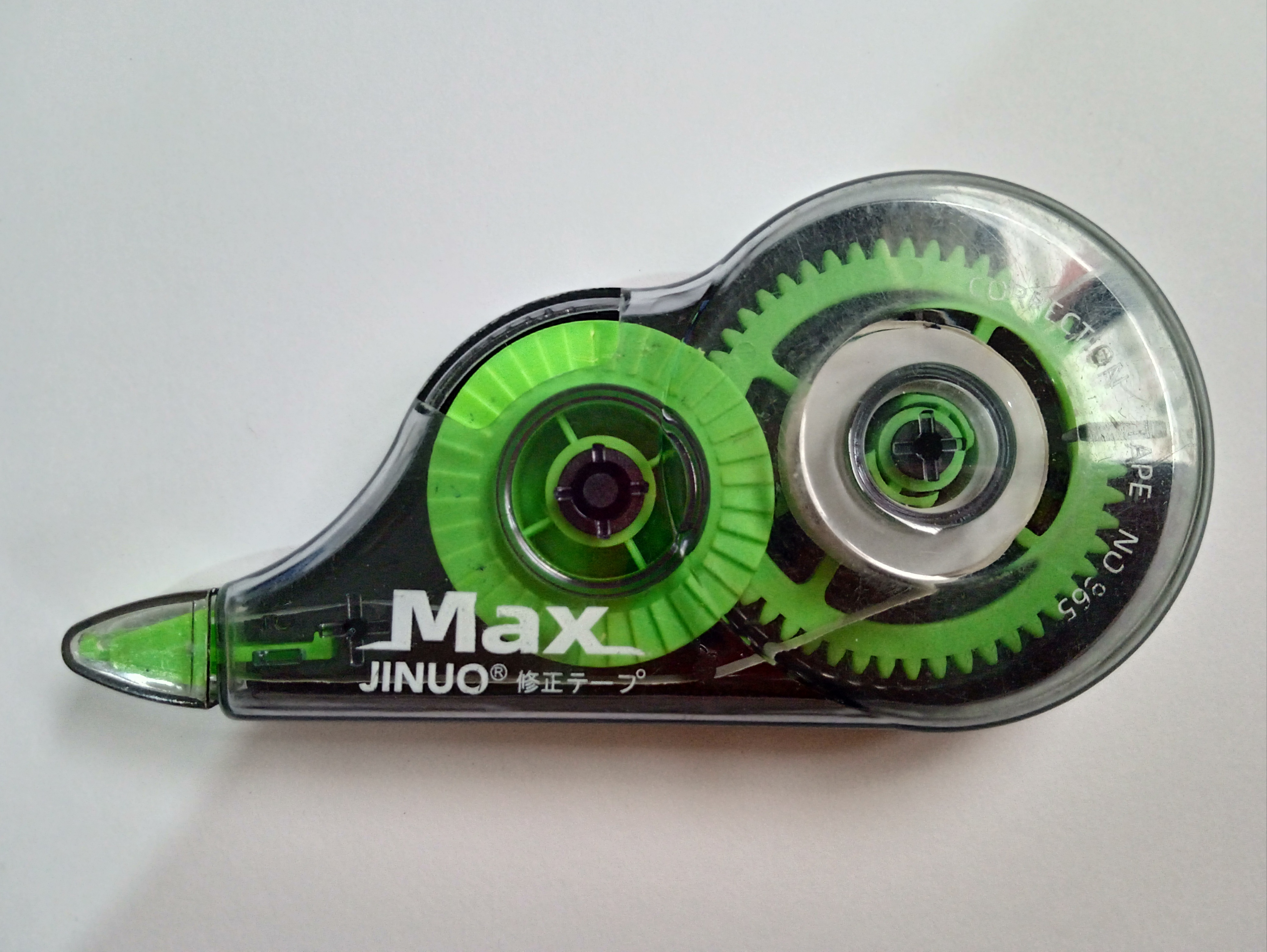
立可帶

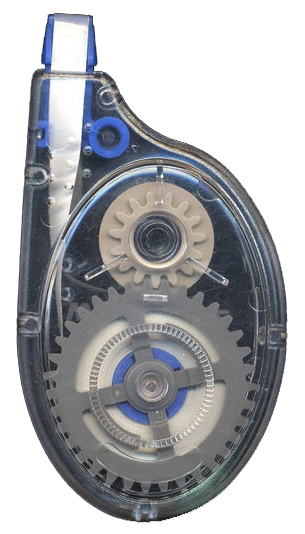
另一種構造的立可帶

立可帶，是一種辦公室及學生的文具用品之一。立可帶的功能跟立可白相同，而且更加安全及便利，不需像立可液一樣等待液體固定後才能重複書寫。
立可帶可分成兩種，拋棄式及可替換式，拋棄式修正帶顧名思義為一次性，產品使用結束後即可丟棄，可替換式則可保留外殼，更換帶夾即可繼續使用，是現今較為環保的做法。

## 名稱
中國大陸、香港稱之為涂改带或修正带。
在台灣，稱之為「立可帶」，但皆非正式名稱。
马来西亚则一般为correction ection tape”（英语名称）。

## 構造
修正帶的內部是一組齒輪，齒輪可能是並排或重疊的，也有的是用皮帶連接的一組帶輪，使用時齒輪組會自動收入與送出修正帶，但若是施力不當可能會卡住。
有些修正帶內的帶子構造是莫比烏斯帶，可以增加帶子的使用面積。
以往齒輪組是固定於內部無法更換內帶，現在的產品多為可替換式，可以單獨購買內帶替換。
修正帶的白色面主要成份是二氧化鈦，製造時塗佈於塑膠製光滑的帶子上，並有黏性，使用時即可黏在紙張上達到遮蔽效果。

## 用法
使用者把修正帶的出口輕貼於紙上並對著錯字，輕輕一拉即可，修正帶會自動粘在紙上。